# Miriana Conte
Miriana Conte (født 17. december 2000) er en maltesisk sangerinde. Hun skal repræsentere Malta i Eurovision Song Contest 2025.